# Scaptia vertebrata
Scaptia vertebrata är en tvåvingeart som först beskrevs av Jacques-Marie-Frangile Bigot 1892.  Scaptia vertebrata ingår i släktet Scaptia och familjen bromsar. Inga underarter finns listade i Catalogue of Life.